# Tübinger Atlas des Vorderen Orients
Der Tübinger Atlas des Vorderen Orients (TAVO) war ein zwischen 1969 und 1993 von der Deutschen Forschungsgemeinschaft (DFG) als Sonderforschungsbereich (Sonderforschungsbereich 19 „Tübinger Atlas des Vorderen Orients“) organisiertes interdisziplinäres Forschungsprojekt, das an der Universität Tübingen angesiedelt war und 14 verschiedene Teildisziplinen vereinte. Ziel und Ergebnis des Forschungsprojektes war ein thematischer Regionalatlas der Länder des Vorderen Orients. Er wurde durch den Dr. Ludwig Reichert Verlag verlegt und zwischen 1976 und 1994 als Loseblattatlas herausgebracht.
Der Atlas umfasst 296 Blätter im Format 72 × 50 cm mit etwa 400 Karten. Hinzu kommen drei Registerbände und 130 die Kartenthemen ergänzende und vertiefende Beihefte. Der erfasste geografische Raum reicht von der Türkei bis Afghanistan im Norden und von Ägypten bis Jemen im Süden. Die Übersichtskarten werden im Maßstab 1 : 8 Millionen umgesetzt, größere Teilräume werden in Maßstäben von 1 : 4 Millionen, 1 : 2 Millionen und 1 : 1 Million gezeigt, exemplarische Beispielgebiete in 1 : 500.000 und größer. Die Legenden und andere erklärende Texte sind zweisprachig in Englisch und Deutsch verfasst.

## Beteiligte
Am Projekt arbeiteten die folgenden universitären Fakultäten, Fachbereiche und Fächer mit:
- Evangelisch-Theologische Fakultät
- Biblische Archäologie
- Judaistik
- Geschichtswissenschaftliche Fakultät
- Alte Geschichte
- Mittlere und Neuere Geschichte
- Fakultät für Kulturwissenschaften
- Ägyptologie
- Altorientalistik
- Christlicher Orient
- Islamkunde
- Vor- und Frühgeschichte
- Geowissenschaftliche Fakultät
- Geographie
- Geologie
- Urgeschichte/Archäozoologie

## Gliederung
Der Atlas ist in zwei große thematische Teilbereiche gegliedert, die ihrerseits in jeweils zehn thematischen Abteilungen aufgeteilt sind. Der geografische Teil A ist nach länderkundlichem Schema geordnet und enthält Karten zu den Themenkreisen Natur, Bevölkerung, Siedlung, Wirtschaft und Verkehr. Der historische Teil B behandelt die Geschichte des Raumes von der Steinzeit bis zur Gegenwart. Teilkarten erfassen chronologisch geordnet Themen zur Siedlungs- und Territorialgeschichte, zur Wirtschafts-, Kultur- und Religionsgeschichte. Historischen Karten ergänzen den Atlas auf vier Blättern in einer Sonderreihe.
Die Themenkarten zu Palästina/Israel, die für das Bibelstudium und die Bibelwissenschaft relevant sind, wurden später gesondert zusammengefasst und erneut unter dem Label Tübinger Bibelatlas (Stuttgart 2001) publiziert. Von seinen 27 Karten sind 24 inhaltlich unverändert aus dem TAVO übernommen worden, eine Karte zur Sinai-Halbinsel wurde zusätzlich neu erstellt.

### Teil A – Geographie
- A I Relief, Gewässer und Siedlung: 8 Kartenblätter
- A II Geologie: 7 Kartenblätter
- A III Geomorphologie: 8 Kartenblätter
- A IV Klima: 5 Kartenblätter
- A V Hydrogeographie: 4 Kartenblätter
- A VI Vegetation/Zoologie: 21 Kartenblätter
- A VII Naturräumliche Gliederung: 4 Kartenblätter
- A VIII Bevölkerung: 21 Kartenblätter
- A IX Siedlung: 16 Kartenblätter
- A X Wirtschaft und Verkehr: 27 Kartenblätter

### Teil B – Geschichte
- B I Steinzeit: 19 Kartenblätter
- B II Frühe und Mittlere Bronzezeit: 20 Kartenblätter
- B III Zweite Hälfte des 2. Jahrtausends v. Chr.: 8 Kartenblätter
- B IV Das erste Jahrtausend v. Chr. bis zur Zeit Alexanders des Großen: 25 Kartenblätter
- B V Hellenismus: 21 Kartenblätter
- B VI Spätantike: 14 Kartenblätter
- B VII Die Ausbreitung des Islams bis zum ersten Kreuzzug (bis 1096): 21 Kartenblätter
- B VIII Von der Kreuzfahrtzeit bis 1510: 16 Kartenblätter
- B IX Die osmanische Zeit bis 1918: 17 Kartenblätter
- B X Die Zeit nach dem Ersten Weltkrieg: 9 Kartenblätter
- B S Historische Karten: 4 Kartenblätter

Die einzelnen Karten werden durch Beihefte erschlossen. Das Projekt, das 1993 seinen Abschluss fand, hat sowohl im In- als auch im Ausland – und hier besonders in den heutigen Staaten des Vorderen Orients – eine große Beachtung gefunden.
Die Pflanzensammlung des Tübinger Atlas des Vorderen Orients ist heute Bestandteil des Herbarium Tubingense (TUB) der Universität Tübingen und wird vom Museum der Universität Tübingen (MUT) verwaltet.